# Matador
Pour les articles homonymes, voir Matador (homonymie) et El Matador.
Ne doit pas être confondu avec Matamore ou MATADOR.

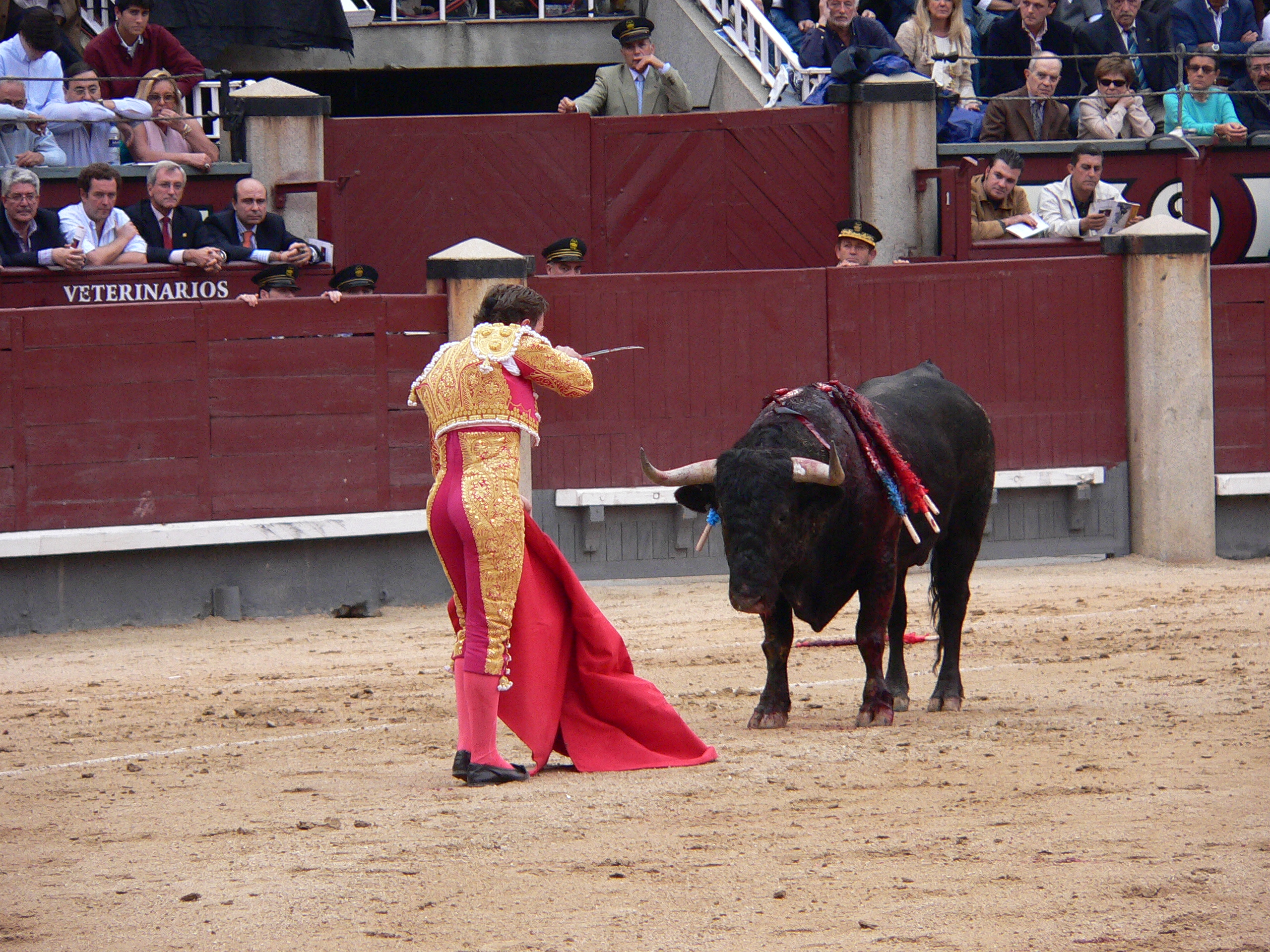
Matador préparant l'estocade, arènes Las Ventas de Madrid

Le matador (tueur, de l'espagnol matar : tuer) est le personnage central de la corrida. Torero principal et chef de la cuadrilla, c'est lui qui est chargé de mettre à mort le taureau.

## Présentation
Jusqu'à la seconde moitié du XVIIIe siècle, le picador est le personnage principal de la corrida, les toreros à pied sont tenus dans des rôles subalternes. L'importance du rôle du matador prend une part croissante sous l'influence de Costillares (1743-1800), jusqu'à devenir centrale au milieu du XIXe siècle.
De nos jours, il est assisté pendant et en dehors de la corrida par un homme de confiance, le « valet d'épées » (mozo de espadas). Sa carrière est gérée par son fondé de pouvoir (apoderado).

### Responsabilités
Le matador intervient principalement au cours du troisième acte (tercio), appelé la faena, mais ses responsabilités élargies recouvrent :
- les passes de capote (en même temps que ses peones, lors du premier acte (tercio)) ;
- amener le taureau au cheval (lors du tercio de piques) ;
- les passes de muleta (lors de la faena) ;
- la mise à mort par l’estocade et éventuellement le descabello.

Le matador peut également poser les banderilles aux côtés de ses peones s'il en décide ainsi, mais c'est une tâche qu'en général il leur confie.

### Rôle

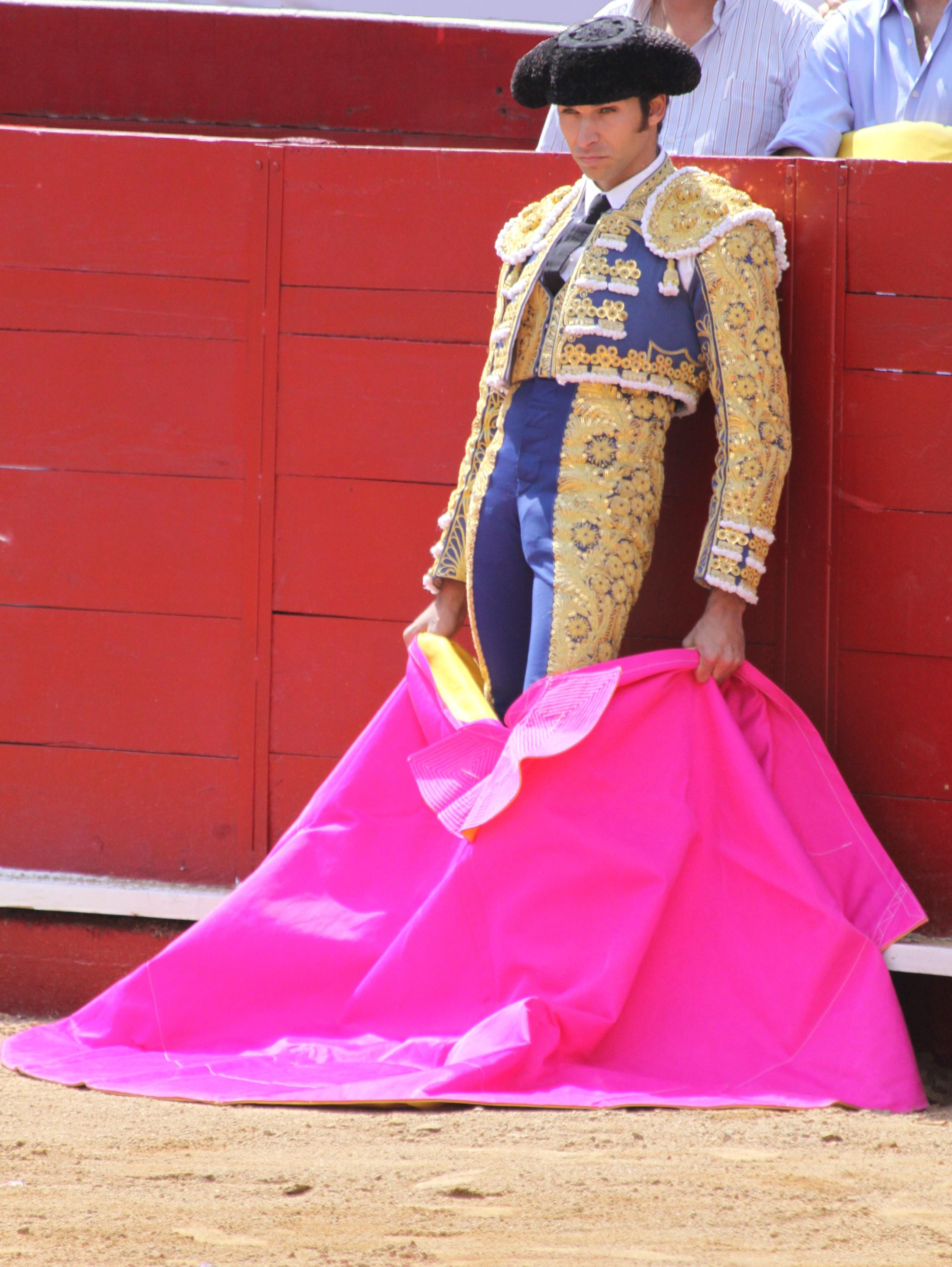
Un matador contre le burladero

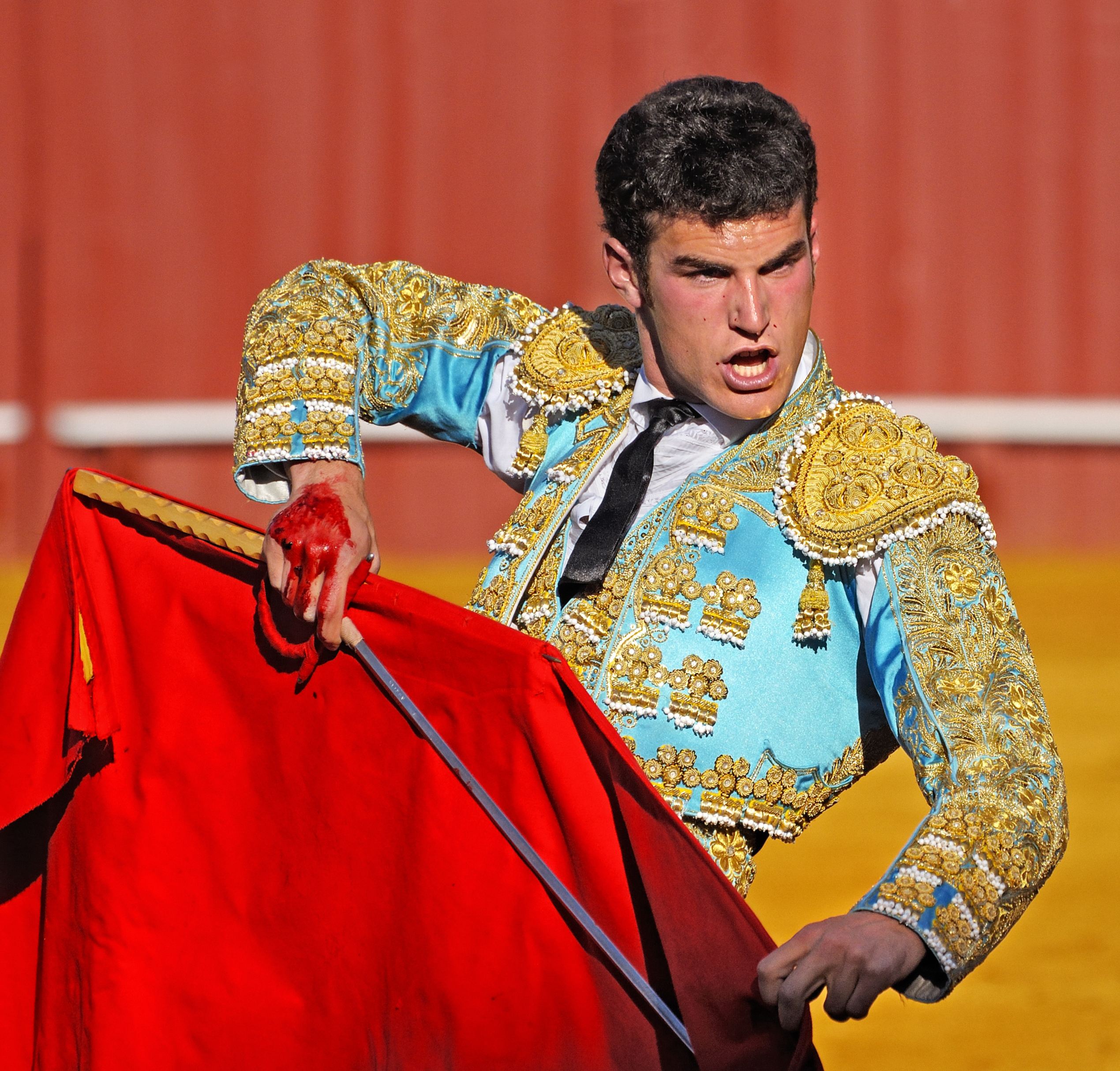
Un matador, de la Real Maestranza de Caballería de Séville. Mai 2013

Le tirage au sort (sorteo), détermine les taureaux attribués à chaque matador. Ces derniers y délèguent un représentant mais, une fois déterminé le lot de chacun, ce sont eux qui décident de l’ordre de sortie des deux taureaux qui leur sont attribués.
Lors du défilé d'ouverture (paseo), après le passage des alguazils, les trois matadors viennent au premier rang, vêtus de leur habit de lumières et portant un capote de paseo à l'épaule gauche. Ils sont classés par ordre d’ancienneté : à gauche (dans le sens de la marche) le plus ancien (le chef de lidia), à droite le deuxième d’ancienneté, au milieu le moins ancien. Si un torero se présente pour la première fois dans la « plaza », il avance tête nue, sinon il est coiffé du chapeau traditionnel, la « montera ».
Généralement, le combat oppose six taureaux à trois matadors. Chaque matador combat donc deux taureaux : le matador le plus ancien combat les premier et quatrième, le deuxième par ordre d’ancienneté combat les deuxième et cinquième, le plus jeune combat les troisième et sixième.
Dans le cas du mano a mano, seuls deux matadors affrontent les six taureaux, soit trois chacun. Dans le cas exceptionnel où l'un d'eux est blessé par un taureau, c'est l'autre qui affronte les bêtes restantes. Nimeño II a ainsi combattu six taureaux aux arènes de Nîmes le 14 mai 1989, sur cogida de Victor Mendes en début de spectacle.
À l'entrée du taureau, le matador peut choisir de l'attendre « a porta gayola », c'est-à-dire seul et agenouillé devant la porte du toril.
Lors du premier acte, le matador et ses peones effectuent des passes de capote. Cette phase permet au matador d’évaluer le comportement du taureau : les peones appellent ce dernier à tour de rôle et l’attirent vers les différents points de l’arène, l’incitant à aller au bout de sa charge, pendant que le matador observe. Puis le matador effectue lui-même quelques passes de capote, afin de compléter son étude.
Au cours du second acte, les banderilles sont posées par les peones, que l'on appelle pour l'occasion banderilleros. Le matador peut choisir, dans un geste d'éclat, d'effectuer lui-même cette suerte, au son de l'orchestre, s'il est particulièrement doué pour la discipline. On parle alors de « matador banderillero ».
Le troisième acte, la faena, constitue le point d'orgue du combat, préparant le taureau à la mort. La faena est le travail à pied du matador, qu'il mène à l'aide de la muleta, leurre en tissu rouge grâce auquel il réalise une série de passes de muleta. À l’origine, la faena de muleta se limitait à quatre ou cinq passes. Aujourd’hui, le matador qui en ferait si peu déclencherait une énorme bronca. Le matador conclut la faena par l'estocade, coup mortel porté au taureau.
Parfois, après l’estocade, le taureau tarde à s’écrouler. Le matador doit alors réaliser un « descabello » : il plante une épée spéciale (verdugo) entre la base du crâne et le début de la colonne vertébrale, au même endroit que celui où le puntillero plantera sa puntilla.
La qualité de la faena et de l'estocade détermineront l'appréciation du public et du président, qui peut accorder selon les circonstances un trophée : une ou deux oreilles, ou les deux oreilles et la queue du taureau. Le matador ovationné fera un tour de piste en saluant son public (vuelta), peut même quitter les arènes a hombros, c'est-à-dire sur les épaules d'admirateurs. En cas de jugement négatif au contraire, il quittera le ruedo sans trophée, sous les huées (bronca) ou pire, dans le silence.

### Formation
Le matador commence par une phase d'apprentissage en toréant de jeunes taureaux âgés de moins de trois ans (becerros) au cours de novilladas sans picador. Si le talent, le courage et aussi la chance sont là, après un certain nombre de novilladas sans picador, il pourra se présenter comme novillero pour combattre des taureaux de trois à quatre ans (novillos) au cours de novilladas. 
Enfin, il prendra l'alternative dans une course où, sous le parrainage d'un matador et en présence d’un témoin, il obtiendra le droit de combattre des taureaux de plus de quatre ans.
Le toreo de salon est aussi une partie importante de la formation du matador, notamment pour améliorer la qualité esthétique de ses gestes. Cette méthode est née avec l'apparition du toreo de Juan Belmonte et de celui de « Joselito ».
Depuis 1977 à Madrid en Espagne, depuis 1984 en France, les matadors reçoivent une formation dans les écoles taurines. (Selon Claude Popelin et Yves Harté, l'école de Madrid aurait été ouverte en 1975.)

### Matadors célèbres

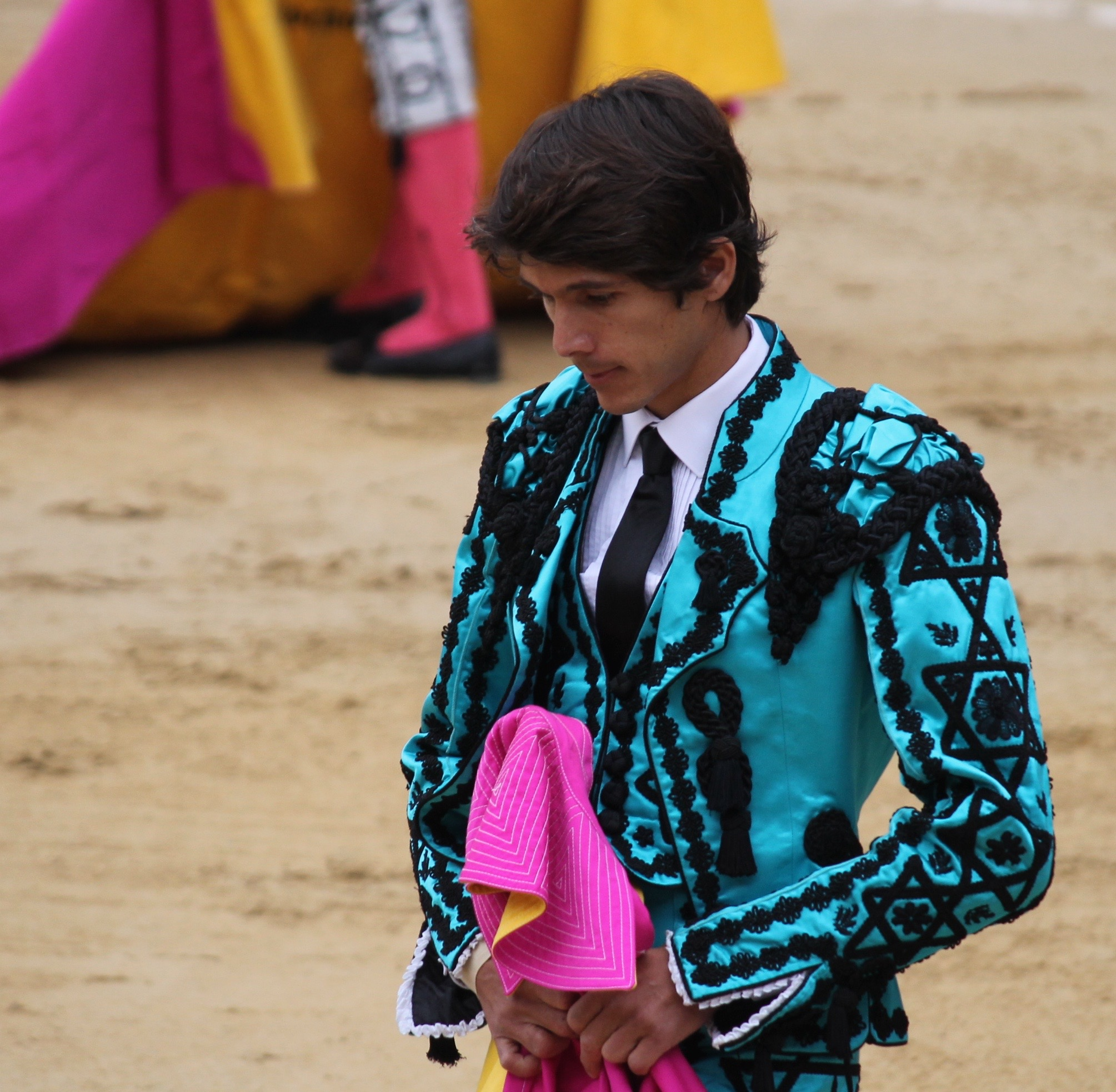
Castella, Bogota (2019)

Manzanares en 1994

Chaque année, un classement des matadors est effectué : l'escalafón.
Au début du XXIe siècle, environ deux cent cinquante à trois cents matadors composent chaque année l’escalafón. Les figuras (« vedettes ») font jusqu’à une centaine de corridas dans l’année, alors que beaucoup n’en font qu’une ou deux. 
Si le monde des toreros reste à forte dominante espagnole, particulièrement d'origine andalouse, des toreros célèbres venus d'Amérique latine ont triomphé en Europe. Ils sont particulièrement nombreux au Mexique : Rodolfo Gaona, Carlos Arruza, Humberto Flores, Manolo Mejía entre autres. 
Les toreros français à réputation internationale sont plus rares. Leur reconnaissance dans le mundillo est relativement récente (années 1968 et au-delà) avec Simon Casas, Alain Montcouquiol « El Nimeño », Richard Milian. Développée grâce à la mise en place d'écoles taurines dans les années 1980, la tauromachie française compte notamment Nimeño II, Juan Bautista, Sébastien Castella.
Les toreros exotiques désignés ainsi par Robert Bérard regroupent des toreros que leur pays d'origine ne destinaient pas à embrasser la carrière taurine : Moyen-Orient, Asie : le Japonais Mitsuya installé au Pérou en 1961 ou Atsuhiro Shimoyama « El Niño del Sol Naciente » installé à Séville. Ou encore le Chinois Bong Way Wong installé aux États-Unis qui paraît en Espagne en 1966, et le torero palestinien, Saïd Kaza Lahmansour né à Haïfa en 1955.
Parmi les toreros yankees attirés par le Mexique d'abord, puis l'Espagne, et la France, Sidney Franklin a connu une carrière honorable, et après lui, John Fulton. Harper B. Lee est connu comme le « premier des toreros yankees», suivis par le très célébré El Texano, et Robert Ryan le « classy » matador. Au Royaume-Uni, on compte Frank Evans Kelly dont les exploits ont eu beaucoup d'échos dans les journaux et tabloïds britanniques,.

## Femmes toreros
Les femmes toreros sont entrées dans l'arène dès le XVIIIe siècle, notamment « la Pajuelera ». La première à avoir osé endosser un costume masculin est « La Fragosa » en 1886, alors que jusque-là les femmes toréaient en jupons comme le montre la gravure de Teresa Bolsi faite par Gustave Doré. La première qui a toréé avec des hommes est Juanita Cruz. Mais c'est sans conteste après la Seconde Guerre mondiale que des vedettes comme Conchita Cintrón, Marie Sara ou Cristina Sánchez ont ouvert la voie au toreo féminin. L'ouverture des écoles taurines en Europe et en Amérique latine est un des facteurs qui a encouragé les jeunes filles à se lancer dans la profession. La plupart des femmes toreros contemporaines en sont issues, notamment la  matadora mexicaine Hilda Tenorio.